# Virginia Satir
Virginia Satir (* 26. Juni 1916, Neillsville, Wisconsin; † 10. September 1988, Kalifornien) war eine US-amerikanische Psychotherapeutin sowie eine der bedeutendsten Familientherapeutinnen. Oft wird sie auch als Mutter der Familientherapie bezeichnet.

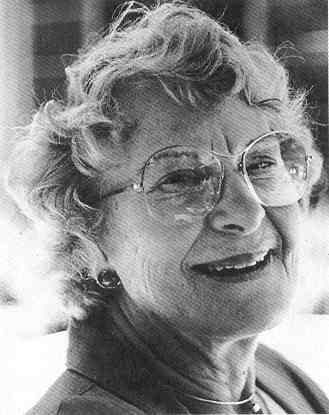
Virginia Satir

## Leben und Wirken

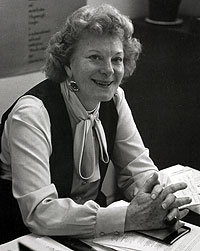
Virginia Satir

Bereits kurz nach dem Collegeabschluss als Lehrerin engagierte sie sich in der Eltern-Kind-Beratung und sammelte bei ihrer Arbeit im Sozialdienst viele Erfahrungen zum Thema Familie. Berufsbegleitend absolvierte sie an der University of Chicago ein Postgraduiertenstudium in Sozialer Arbeit. Da dieser Studiengang psychoanalytisch ausgerichtet war, unterzog sie sich auch einer Ausbildung in der Psychoanalyse, einschließlich einer Lehranalyse. Im Jahr 1951 kam ihr (im Rahmen der Arbeit mit einer schizophren erkrankten Patientin) erstmals die Idee, statt Einzelpersonen ganze Familien zu therapieren. Später bemühte sie sich bei ihrer therapeutischen Arbeit regelmäßig, den Mitgliedern einer Klienten-Familie im Rahmen sog. Familienrekonstruktionen die generationsübergreifenden Muster und die Problematik innerhalb des gesamten "Familiensystems" bewusst zu machen. Sie entwickelte weiter die gruppentherapeutische Methode der Familienskulptur. 1959 wurde sie von Don D. Jackson und Jules Ruskin in das Gründungsteam des Mental Research Institute in Palo Alto bei Stanford (USA) berufen und wurde mit der Leitung der Ausbildungsabteilung des Instituts betraut. Unter ihrer Leitung entstand das erste familientherapeutische Ausbildungsprogramm der USA.
Virginia Satir lehrte das Fach Familiendynamik am Illinois State Psychiatric Institute. Sie hielt bis zu ihrem Tod im Jahr 1988 weltweit Vorträge und Kurse.

### Pionierin der Familientherapie
Noch heute orientieren sich viele Therapeuten an Virginia Satirs wegweisenden Aussagen zur Familientherapie. Psychische Probleme von Klienten werden innerhalb der Familientherapie nicht isoliert gesehen, sondern
das Verhalten aller Familienmitglieder wird in die Betrachtung mit einbezogen. Durch Gespräche, "Familienaufstellungen" und eine Vielzahl kreativer Methoden kann dabei erreicht werden, allmählich die inneren Prozesse der Familie zu verstehen. Verborgene Strukturen und Bindungen werden erfahrbar. Das Geflecht der Beziehungen wird Stück für Stück entwirrt, so dass Verstrickungen gelöst werden können.
Die Systemische Familientherapie geht davon aus, dass bei den Mitgliedern einer Familie und in der Familie als Ganzes »Selbstheilungskräfte« vorhanden sind, die in der Therapie mobilisiert werden können. Somit wird es der Familie möglich, einen Großteil ihrer Probleme ohne beständige therapeutische Unterstützung zu lösen.
Neben anderen war Virginia Satir wichtig bei der Herausbildung des sogenannten entwicklungsorientierten oder erlebniszentrierten Ansatzes in der Psychotherapie. Konzepte aus dieser Richtung orientieren sich an der Humanistischen Psychologie, einem optimistischen Modell des Menschen und der Menschheit selbst: Die Vorstellung, dass der Mensch von Grund auf gut sei und in der Lage, die Schwierigkeiten des Lebens in einer Weise zu bewältigen, die auf Respekt und Liebe basiert, wenn der Betreffende die Möglichkeit hat, sich wirklich frei zu entscheiden.
In ihrem therapeutischen Ansatz ist der Selbstwert einer Person der Schlüssel aller Phänomene unseres geistigen und sozialen Lebens. Eine Person, die gelernt hat, sich wertzuschätzen, wird in der Lage sein, kongruent und klar zu kommunizieren und alle Probleme mit Respekt für die Freiheit des jeweils anderen zu lösen. Therapie wird in diesem Konzept gesehen als eine Möglichkeit, Menschen zu helfen, einen stabilen Selbstwert zu entwickeln, so dass sie es wagen können, ihre „wahren 'Ja' und wahren 'Nein'“ zu sagen; das bedeutet, zu sagen, was sie wirklich meinen und wollen, und nicht das zu sagen, von dem sie denken, dass es von ihnen erwartet werde.

### Familienskulptur
Die Familienskulptur ist eine von Virginia Satir entwickelte Technik in der Familientherapie. Klienten entwickeln dabei ein systemisches Verständnis über sich selbst, die Beziehungen zu anderen Menschen und über ihre Familienkonstellation. Beziehungen und Verhalten von Familienmitgliedern zueinander werden symbolisch dargestellt.
Die „Familienskulpturen“ sind als Familienrekonstruktion ein Bestandteil der Ausbildung von Familientherapeuten. Indem man seine Herkunftsfamilie stellt, werden unsichtbare Bindungen und "festgefahrene" Kommunikationsabläufe sichtbar. Beziehungskonflikte und krankmachende Bindungen können erkannt und gelöst werden.
Die Familienskulptur ist von der äußeren Form her leicht zu verwechseln mit dem "Familienstellen" nach Bert Hellinger. Beide Arbeitsweisen unterscheiden sich jedoch sowohl im Vorgehen wie auch in den Grundannahmen. Vor allem Hellingers Annahme sozialer Rangfolgen deckt sich mit Satirs Annahmen nicht.

## Selbstwertansatz und Nutzen des Grundpotentials
Virginia Satirs Anliegen war es, Menschen ihre Möglichkeiten aufzuzeigen, wie sie ihr "Grundpotential" nutzen konnten, und Wachstum und Frieden zu fördern.

„Ich glaube daran, dass das größte Geschenk, das ich von jemandem empfangen kann, ist, gesehen, gehört, verstanden und berührt zu werden. Das größte Geschenk, das ich geben kann, ist, den anderen zu sehen, zu hören, zu verstehen und zu berühren. Wenn dies geschieht, entsteht Beziehung“

### Menschliche Freiheiten
Ihre Grundhaltung drückte sie in den „Fünf Freiheiten“ aus, zu denen sie ihren Patienten verhelfen wollte:
- Die Freiheit zu sehen und zu hören, was im Moment wirklich da ist, 
 – anstatt das, was sein sollte, gewesen ist oder erst sein wird.
- Die Freiheit, das auszusprechen, was ich wirklich fühle und denke, 
 – und nicht das, was von mir erwartet wird.
- Die Freiheit, zu meinen Gefühlen zu stehen, 
 – und nicht etwas anderes vorzutäuschen.
- Die Freiheit, um das zu bitten, was ich brauche, 
 – anstatt immer erst auf Erlaubnis zu warten.
- Die Freiheit, in eigener Verantwortung Risiken einzugehen, 
 – anstatt immer nur auf „Nummer sicher zu gehen“ und nichts Neues zu wagen.

### Kommunikationshaltungen
Virginia Satir hat sich intensiv der Kommunikation innerhalb der Familie gewidmet. Das von ihr entwickelte Kommunikations-Modell kennt vier sich negativ auswirkende Kommunikationsarten:
Beschwichtigen (placate)
Ich mach’ immer alles falsch. - Dazugehöriges Gefühl: Ich muss jeden glücklich machen, damit er mich liebt.

Körperhaltung:
zusammengesunken, schwankend, Kopf stark nach oben gerichtet, Hand bittend nach vorne gerichtet.
Anklagen (blame)
Du machst nie etwas richtig. - Dazugehöriges Gefühl: Niemand schert sich um mich. Solange ich nicht herumbrülle, tut sowieso niemand etwas.

Körperhaltung:
Angespannt, verzerrt, flacher, gepresster Atem.
Rationalisieren (computer)
Dazugehöriges Gefühl: Ich muss den Leuten zeigen, wie klug ich bin. Logik und gute Gedanken sind das einzig Wahre.

Körperhaltung:
Unbewegt, gespannt, reaktionsarm.
Ablenken (distract)
Dazugehöriges Gefühl: Ich werde schon die Aufmerksamkeit bekommen, egal, wie extrem ich mich dafür aufführen muss.

Körperhaltung:
Unkoordiniert wirkende Bewegungen von Kopf, Rumpf, Extremitäten.
Diese Kommunikationshaltungen sind laut Satir in jedem System zu finden. Sie werden zunächst meist negativ erlebt. In der entwicklungsorientierten systemischen Arbeit wird alles als Ressourcen gesehen. Auch dieser Kommunikationshaltungen werden durch Reframing in positive Chancen gewandelt und miteinander verknüpft.
- Beschwichtigen ist ein Versuch zur Herstellung von gegenseitigem Verständnis und Harmonie. Der Beschwichtiger ist in Kontakt mit allen anderen Teilen des Systems.
- Anklagen: der Ankläger hat den Überblick über die Situation und zeigt auf den aktuellen Konfliktträger.
- Rationalisieren: der Rationalisierer versucht das zumeist hoch emotionale Geschehen auf eine Metaebene zu heben, um so Zugang zu logischen Lösungen zu schaffen.
- Ablenken: der Ablenker ist der Symptomträger des Systems und zeigt: Hier stimmt was nicht.

## Einflüsse auf andere Psychotherapieschulen
Die systemische Arbeit von Virginia Satir wurde intensiv von Richard Bandler und John Grinder studiert und für eine der drei grundlegenden Modelle im NLP eingesetzt. Satir unterstützte Bandler und Grinder anfangs, distanzierte sich später aber insbesondere von Richard Bandler.
Übungen aus dem Psychodrama von Moreno und das systemische Bewusstsein, das Fritz Perls durch Virginia Satir am Esalen-Institut kennenlernte, wurden wichtige Bausteine der Gestalttherapie und damit auch der Integrative Body Psychotherapy (IBP, s. u.).
In der Familienrekonstruktion nutzte Virginia Satir auch die damals bekannten Rollenspielmethoden aus Psychodrama und Gestalttherapie. Ihre Arbeit und jene von Jakob L. Moreno einerseits, Fritz & Laura Perls andererseits haben sich gegenseitig beeinflusst.
1963 war Virginia Satir eine der ersten Lehrkräfte am Esalen-Institut (Human Potential Movement) in Kalifornien, U.S.A., wo sie mit Moshé Feldenkrais, Randolphe Stone (Polarity Therapy), Jakob L. Moreno (Psychodrama), Fritz Perls und Paul Goodman (Gestalttherapie) und Alexander Lowen (Bioenergetische Analyse) zusammentraf.

## Auszeichnungen
- Ehrendoktorwürde der University of Wisconsin

## Schriften (Auswahl)
(Jahr der Erstausgabe in Klammern)
- mit Richard Bandler, John Grinder: Mit Familien reden: Gesprächsmuster und therapeutische Veränderung, Klett-Cotta, Stuttgart 7. Auflage 2011 (1976), ISBN 978-3-608-89120-1.
- Familienbehandlung: Kommunikation und Beziehung in Theorie, Erleben und Therapie, Lambertus, Freiburg im Breisgau 9. Auflage 1994 (1973), ISBN 978-3-784-10120-0.
- mit Claudia Ricketts: Und wer liebt mich? Die Kunst, sich selbst zu akzeptieren, Integral, Wessobrunn 2. Auflage 1992 (1975), ISBN 978-3-893-04045-2.
- mit James Stachowiak, Harvey A. Taschman: Praxiskurs Familientherapie. Die Entwicklung individuellen Gewahrseins und die Veränderung von Familien, Junfermann Verlag, Paderborn 2000 (1977), ISBN 978-3-87387-062-8.
- mit Michele Baldwin: Familientherapie in Aktion; Die Konzepte von Virginia Satir in Theorie und Praxis, Junfermann Verlag, Paderborn 1999 (1983), ISBN 978-3-87387-274-5.
- Kommunikation. Selbstwert. Kongruenz. Konzepte und Perspektiven familientherapeutischer Praxis, Junfermann Verlag, Paderborn. 7. Auflage 2004 (1988). ISBN 978-3-87387-018-5.
- mit Paula Englander-Golden: Sei direkt. Der Weg zu freien Entscheidungen., Junfermann Verlag, Paderborn. 3. Auflage 2002 (1988), ISBN 978-3-87387-108-3.
- mit John Banmen, Jane Gerber: Das Satir-Modell, Junfermann Verlag, Paderborn. 3. Auflage 2007 (1991), ISBN 978-3-87387-167-0.
- Selbstwert und Kommunikation. Familientherapie für Berater und zur Selbsthilfe, Klett-Cotta, Stuttgart 18. Auflage 2007 (1972), ISBN 978-3-608-89044-0.
- Vitamin L. Wie Ihr Leben zur aktiven Meditation wird., Integral Verlag, Wessobrunn 1992; Übersetzt von Manfred Miethe, ISBN 3-89304-027-7.
- Mein Weg zu dir – Kontakt finden und Vertrauen gewinnen, Kösel, München 5. durchges. Auflage 2001 (1976), ISBN 978-3-466-30548-3.
- Meine vielen Gesichter – Wer bin ich wirklich?, Kösel, München 5. durchges. Auflage 2001 (1978), ISBN 978-3-466-30547-6.